# Święty Marek (Basse-Silésie)
Pour les articles homonymes, voir Święty Marek.
Święty Marek est une localité polonaise de la gmina de Syców, située dans le powiat d'Oleśnica en voïvodie de Basse-Silésie.